# Јиржи Давид
Јиржи Давид (чеш. Jiří David; Брно, 16. фебруар 1923 — Брно, 19. јун 1997) био је чехословачки атлетичар који се такмичио у спринтерским дисциплинама. Био је члан Дукле из Прага. По завршетку каријере посветио се новинарству.
Са атлетиком је почео бавити у матичном клубу у Брну, али је после његовог укидаља од стране немачких окупатора отишао у Моравску Славију. Године 1946. освојио је бронзану медаљу на Европском првенству 1946. у Ослу, на 200 метара разултатом 21,9. Другу бронзу освојио је са штафетом 4 х 100 метара у саставу Мирко Парачек, Леополд Лазничкаа, Мирослав Рихошек и Јиржи Давид.
На Летњим олимпијским играма 1952. у Хелсинкију трчао је на 400 метара, али је трчао лоше и испао је још у квалификацијама. Чехословачка штафета доспела је до финала и завршила на шестом месту.
Његова супруга Олга Модрачова била је таође репрезентативна атлетичарка која се такмичила у скоку увис на олимпијски играма и европском првенству.

## Значајнији резултати
| Датум | Такмичење          | Место            | Пласман | Дисциплина | Резултат | Детаљи |
| ----- | ------------------ | ---------------- | ------- | ---------- | -------- | ------ |
| 1946  | Европско првенство | Осло Норвешка    |         | 200 м      | 21,8     | [ 2 ]  |
| 1946  | Европско првенство | Осло Норвешка    |         | 4 × 100 м  | 42,2     | [ 2 ]  |
| 1952. | Олимпијске игре    | Хелсинки, Финска | 33.     | 200 м      | 49,23    |        |
| 1952. | Олимпијске игре    | Хелсинки, Финска | 6.      | 4 × 100 м  | 41,41    |        |

## Медаље на првенствима Чегословачке
- 100 м — златна 1946, 1947; бронзана 1952
- 200 м — златна 1946, 1947
- 4 х 100 м — златна 1946, 1951, 1952, 1953; сребрна 1947; бронзана 1950,
- 4 х 400 м — златна 1952; сребрна 1946, 1947,

## Лични рекорди
| Дисциплина | Резултат | Место | Датум |
| ---------- | -------- | ----- | ----- |
| 100 метара | 10,6     |       | 1947. |
| 400 метара | 48,8     |       | 1947. |